# 陈到
陈到（2世紀？—3世紀），字叔至，豫州汝南人，三国时期蜀漢的武將，常年追随刘备，名位仅次于名将赵云，以忠勇见称。但由于历史资料缺失，《三国志》对于陈到的相关记载极少，而小说《三国演义》则完全没有提及此人。

## 生平
他於刘备在豫州时便已在部队中跟随效力，統領劉備的親衛部隊“白眊”（又称“白毦”、“白耳兵”）。
刘备死后，陈到于建兴四年（226年）担任永安都督、征西将军，封亭侯，協助李嚴鎮守白帝城。诸葛亮曾在给诸葛瑾的信中表示：“到所督，则先帝帐下白毦，西方上兵也。”最终陈到死于都督任上。

## 評價
- 诸葛亮：「到所督，则先帝帐下白毦，西方上兵也。」（《太平御览·卷三百四十一》）
- 蜀汉大臣杨戏曾将陈到与赵云一起评价：“征南（赵云）厚重，征西（陈到）忠克，统时选士，猛将之烈”。[5]
- 陈寿：「以忠勇称。」（《三国志·蜀书·邓张宗杨传第十五》）

## 藝術形象

### 影視
- 電視劇《大軍師司馬懿之軍師聯盟》（2017年）：匡燦

### 動漫
- 漫畫《火鳳燎原》（陳某）：設定於劉備攻打荊南四郡時登場，在曹純和甘寧於夷陵交戰時，率白毦兵乘隙以連弩射殺曹純並佔領夷陵。

### 电子游戏
- 《三国杀》蜀势力陈到拥有技能〖往烈〗，具有无视距离和强制命中的效果